# Hostigamiento
El hostigamiento abarca una amplia gama de comportamientos ofensivos. Normalmente se entiende como una conducta destinada a perturbar o alterar. Según la RAE, hostigar es molestar a alguien o burlarse de él insistentemente. En el sentido  jurídico, es el comportamiento que se encuentra amenazante o perturbador. El hostigamiento o acoso sexual se refiere a los avances sexuales de forma persistente, normalmente en el lugar de trabajo, donde las consecuencias de negarse son potencialmente muy perjudiciales para la víctima.

## Etimología
La palabra tiene raíz en el latín hostis, hostes, que significa "enemigo" y se extiende a las conductas propias del enemigo, tanto en la guerra como bajo las restricciones sociales que limitan su abierta expresión. A las lenguas romances pasa directamente del latín, en las dos formas de hostilidad y de hostigamiento. En francés la conducta hostigatoria pasa a denominarse harasser, tal vez por contaminación con la idea de erosionar, a partir del siglo XIV, ya sancionada en 1572, que significa tormento, fastidio, molestia, problemas y más tarde a partir de 1609 se remitió también a la condición de estar agotado , cansado. Del mismo verbo francés harasser existen los primeros registros de una traducción del latín al francés en 1527, de la obra de Tucídides "Historia de la Guerra del Peloponeso", acerca de la guerra que hubo entre los peloponesios y los atenienses, tanto en los países de los griegos y los romanos y de los lugares vecinos, donde el traductor escribe harasser, presuntamente para significar harceler (agotar al enemigo con ataques repetidos), y en el canto militar Chanson du franc archer  de 1562, en donde el término se refiere a un animal de carga demacrado y delgado (de poil fauveau, tant maigre et harassée: "de crin rojiza, tan delgado y exhausto") donde se supone que el verbo se usa en el sentido de "cansado". En inglés recién aparece desde alrededor de 1618 como palabra heredada del harassement francés. 
Una hipótesis sobre el origen del verbo harasser es harace/harache, que se usaba en el siglo XIV en expresiones como courre à la harache (perseguir) y prendre aucun par la harache (tener a alguien bajo presión). El diccionario etimológico alemán del lenguaje francés Französisches Etymologisches Wörtebuch compara fonéticamente y sintácticamente ambas palabras harace y harache con la interjección hare y haro argumentando una forma peyorativa y aumentativa. Esta última era una exclamación que indicaba angustia y emergencia (registrados desde 1180) pero también se reporta más adelante en 1529 en la expresión crier haro sur (adquirir indignación por alguien). El uso de la palabra hare ya estaba reportada en 1204 como una orden para dar por terminado a actividades públicas tales como ferias o mercados, y después (1377) aún en el sentido de mando, pero referida a perros. Este diccionario sugiere una relación de haro/hare con el antiguo franconiano inferior *hara (aquí) (como cuando se hace obedecer a un perro).
Mientras que el peyorativo de una exclamación,  y en particular dicha exclamación, es teóricamente posible para la primera palabra (harace) y tal vez fonéticamente plausible para harache, una similitud semántica, sintáctica y fonética del verbo harasser como se usaba en el primer testimonio popular (el canto mencionado anteriormente) con la palabra haras debería ser tomada en cuenta: ya en 1160 haras indicaba un grupo de caballos forzados a estar juntos con el propósito de reproducción, y en 1280 también indicaba la instalación cercada misma, donde los caballos se ven limitados. Se cree que el origen mismo de la palabra harass viene del antiguo escandinavo hârr, combinado con el sufijo románico -as, que significaba crin de caballo grisácea o de color atenuado. Es controversial la relación etimologica con la palabra arábiga horse, la cual es una transliteration de la palabra faras (caballo).
Aunque el origen francés de la palabra en inglés harassment (acoso, hostigamiento) en el diccionario de inglés Oxford (Oxford English Dictionary) y en todos los diccionarios basados en él, presumiblemente el verbo del antiguo lenguaje francés harer debe ser el origen del verbo francés harasser, a pesar del hecho de que ese verbo no se puede encontrar en diccionarios etimológicos del francés, como en el Centre national de resources textuelles et lexicales, o el Trésor de la langue française; puesto que para esta palabra se alega más a detalle una derivación de la palabra hare, como en el mencionado diccionario etimológico alemán del lenguaje francés, un posible error de imprenta de la palabra harer = har/ass/er = harasser (acosador) es posible o no puede excluirse. En esos diccionarios la relación con la palabra harassment era una interpretación de la palabra hare como incintar a un perro a atacar, a pesar del hecho de que debería más bien indicar un grito de mando para expresar venir y no irse (hare = hara = here)(¡aquí!) (véase arriba). El Diccionario Americano de la Herencia del Lenguaje Inglés (The American Heritage Dictionary of the English Language) prudentemente indica este origen solo como una posibilidad.

## Historial

### Estados Unidos
En 1964, el Congreso de Estados Unidos aprobó el Título VII de la Ley de Derechos Civiles que prohíbe la discriminación en el trabajo sobre la base de raza, color, religión, nacionalidad y sexo. Este se convirtió después en el fundamento jurídico para una temprana ley contra el acoso. La práctica de la elaboración de directrices que prohíben el acoso laboral fue iniciado en 1969, cuando el Departamento de Defensa de EE.UU. elaboró una Carta de Objetivos Humanistas (Human Goals Chart), estableciendo una política de respeto igualitario para ambos sexos. En Meritor Savings Bank v. Vinson, 477 EE.UU. 57 (1986): la Corte Suprema de los EE.UU. reconoció demandas de acoso en contra de empleadores por promover un ambiente de trabajo hostil en el ámbito sexual. En 2006, EE.UU. El presidente George W. Bush firmó una ley que prohíbe la transmisión de mensajes molestos a través de Internet (también conocido como spam) sin la revelación de la verdadera identidad del remitente.

#### Nueva Jersey Ley Contra la Discriminación (LAD -Law Against Discrimination)
La LAD prohíbe a los empleadores discriminar en cualquier acción relacionada con el trabajo, incluido el reclutamiento, entrevistas, contratación, promoción, despido, pago y los términos, condiciones y privilegios del empleo sobre la base de cualquier de determinadas categorías protegidas de la ley. Estas categorías protegidas son: raza, credo, color, origen nacional, nacionalidad, ascendencia, edad, sexo (incluyendo el embarazo y el acoso sexual), estado civil, estado de pareja de hecho, orientación sexual o afectiva, atípico rasgo hereditario celular o la sangre, la información genética, responsabilidad para el servicio militar, o discapacidad mental o física, incluido el SIDA y las enfermedades relacionadas con el VIH. La LAD prohíbe la discriminación intencional basada en alguna de estas características. la discriminación intencional puede adoptar la forma de un trato diferenciado o declaraciones y conductas que reflejan ánimo discriminatorio o sesgo.

### Canadá
En 1984, la Ley Canadiense de Derechos Humanos prohíbe el acoso sexual en los lugares de trabajo de jurisdicción federal, ok ok

### Reino Unido
En el Reino Unido hay una serie de leyes que protegen a las personas contra el acoso incluyendo la protección contra el acoso de la Ley de 1997, y la Justicia Penal y la Ley de Orden Público de 1994. LMDA

## Ambigüedad
Tanto porque el término se utiliza en común inglés, y por donde el término es definido por la ley, la ley varía según la jurisdicción, es difícil proporcionar una definición exacta que sea aceptada por todas partes.
La ambigüedad comienza con el hecho de que algunos tipos de acoso son, o parecen ser, inconsciente, pequeños, efímeros y no recurribles. 
En algunas culturas, por ejemplo, decir simplemente una opinión política puede ser considerada como injustificada y un intento deliberado de intimidar - en una sociedad totalitaria dicha declaración podría interpretarse como un intento de involucrar a alguien en la actividad de los rebeldes o implicar que en el mismo, con la implicación de que si se niegan, que están poniendo su propia vida en peligro. Más generalmente, alguna etiqueta como "antisociales" o relacionados con la traición se utiliza para etiquetar este comportamiento - que sea tratado como un delito no contra el estado de la persona. Esto se asemeja a la utilización de la psiquiatría para encarcelar a los disidentes que es común en muchos países.
Otro ejemplo es que en algunas versiones de la ley islámica sólo insultar al Islam es considerado como un acoso a todos los creyentes, y en Japón insultar cualquier fe generalmente se considera tabú y tiene sanciones legales [cita requerida]. Debido a estas variaciones, no hay manera, incluso dentro de una sociedad a dar una definición verdaderamente neutral de acoso.

## Categorías
Sin embargo, las grandes categorías de acoso a menudo se reconoce en la ley incluyen:
- El acoso legal - Las acciones legales contra una persona o un grupo, por ejemplo, las demandas tipo SLAPP
- El acoso sexual (con una definición mucho más estricta en el lugar de trabajo)
- El hostigamiento verbal (Probablemente la forma más complicada de tratar)
- Acoso moral - repetitivas intrusiones no provocada o interrupciones
- Grupo de acoso psicológico
- El discurso del odio - Los comentarios que expresan o fomentar el odio hacia un grupo en particular

## Tipos de hostigamiento
Hay una serie de conductas abusivas que entran en esta categoría.
- El acoso escolar

El acoso que puede ocurrir en el patio o cualquier otro lugar de la escuela (puede ser acoso sexual o acoso verbal). Por lo general, física y psicológica de una conducta de acoso perpetrado contra un individuo, por una o más personas. En los últimos años el acoso en el lugar de trabajo y en las escuelas ha salido a la luz como mucho más graves y generalizados que se pensaba.
- El acoso psicológico

Este es un comportamiento humillante, intimidatorio o abusivo que es a menudo difícil de detectar sin dejar evidencia de que no sea víctima de los informes o quejas, lo característico de una persona disminuye la autoestima o les causa tormento. Esto puede tomar la forma de comentarios verbales, episodios de ingeniería de intimidación, acciones agresivas o gestos repetidos. Entran en esta categoría es el acoso laboral por individuos o grupos de mobbing. Basada en la Comunidad Hostigamiento - acoso por un grupo contra un individuo con distracciones repetidas de que la persona se sensibiliza a, como hacer clic en una pluma de tinta - es otro subtipo de este.
- El hostigamiento racial

La selección de un individuo por su raza u origen étnico. El acoso puede incluir palabras, obras y acciones que están específicamente diseñados para hacer que el objetivo de sentirse degradado debido a su raza u origen étnico.
- El hostigamiento religioso

Verbales, acoso psicológico o físico se utiliza contra objetivos, ya que optan por practicar una religión específica. El hostigamiento religioso también puede incluir conversiones forzadas e involuntarias.
- El hostigamiento escolar

Acoso físico o psicológico que realiza uno o más individuos (alumnos y/o profesores) contra otro, puede ser diferente según la edad, aspecto físico o estatus social. El hostigamiento se puede dar cuando el individuo (alumno o profesor) se encuentra en algún sitio totalmente solo:en áreas deportivas, en los baños, en los pasillos, en el comedor, en el patio, en el salón de clases e inclusive en las calles.
- El acoso sexual

El acoso que pueden ocurrir en cualquier lugar, pero es más común en el lugar de trabajo y escuelas. Se trata de palabras no deseados y no deseados, escrituras, acciones, gestos, símbolos, o comportamientos de naturaleza sexual que hacen que el objetivo se sienten incómodos. El acoso sexual de orientación de género cae en esta familia. La participación de los niños, "gay" u "homo" es un insulto común que entra en esta categoría. El objetivo principal de los grupos de trabajo contra el acoso sexual es, por supuesto, la protección de las mujeres, pero la protección para los hombres es saliendo a la luz en los últimos años.
- Acoso físico o stalking

Los siguientes no autorizados y la vigilancia de una persona, en la medida en que la privacidad de la persona es inaceptable intromisión en, y la víctima teme por su seguridad.
- Acoso laboral

Violencia cometida directa o indirectamente por un grupo vagamente afiliado y organizado de individuos para castigar o incluso ejecutar a una persona por algún presunto delito sin un juicio legal. El "delito" puede variar de un delito grave como el asesinato a la simple expresión de actitudes no deseadas étnicas, culturales o religiosas. La cuestión de la culpabilidad real de la víctima o la inocencia suele ser irrelevante para la multitud, ya que la turba por lo general se basa en afirmaciones que no son verificables, sin fundamento, o fabricado por completo.
- Mechoneo o novatadas

Para perseguir, acosar, o la tortura de manera deliberada, calculada y planificada como parte de una inducción en un grupo. Debido a que las novatadas tiende a llevarse a cabo como parte de rituales de iniciación de un grupo, el individuo afectado suele ser un subordinado o de afuera, por ejemplo, una prenda de fraternidad, un nuevo empleado, o un cadete militar de primer año. Las novatadas son ilegales en muchos casos.
- Acoso policial

Trato injusto a cabo por funcionarios de la ley, incluyendo pero no limitado a una fuerza excesiva, el perfil, las amenazas, la coerción y raciales, étnicos, religiosos/sexual, de edad u otras formas de discriminación.
- Ciberacoso

El uso de herramientas electrónicas como el correo electrónico o mensajería instantánea para hostigar o abusar de una persona o personas. También puede incluir particularmente intensa y / o coordinadas incidentes de arrastre, sobre todo cuando se repiten y se dirigen específicamente a una sola persona o grupo.
- El acoso electrónico

Lo invisible (a simple vista) el uso de armas electrónicas o las armas de energía dirigida para hostigar o abusar de una persona o personas.
- Acoso sociológico

Sociológicas (que denota el origen y los métodos) El acoso consiste en elementos de muchas categorías de acoso, una vez se lleve un registro de los elementos aparentemente sin relación de acoso, de episodios aislados de provocación (invitando a una respuesta para los propósitos Tendido de trampas) a la intimidación personal pasivo-agresivo, etc estos pueden combinar en un todo mayor que apunta a la coordinación de determinadas personas que pertenecen a un grupo sin embargo el consenso libremente compartir ideas para promover y cómo se va a hacer. Esto también se extiende a la forma en indivudos y otros grupos se pueden mover a someterse a este programa. Esto toma la forma de grupo organizado basado en el acoso psicológico con una motivación política o ideológica en el contexto organizativo, institucional y académico. Fue observado por primera vez y descrita en el Reino Unido [citación y / o documentación requerida] de 2000 a 2010 -, aunque las formas similares de acoso siempre ha existido esta forma se caracteriza por su nivel inusualmente alto de la organización, la falta de correlación ostensible de episodios e incidentes, y ciertas fases típicas de los patrones y prácticas. El objetivo del grupo de control es obtener el máximo control sobre el grupo dirigido o controlado (incluido tantos individuos como sea posible) en una organización o institución. Las personas o incluso grupos que son vistos como una amenaza son eliminados o silenciados. La culpa o la detección de cualquier acción es evitar la generalización de los patrones de acoso o pasar el balón a otro individuo o grupo que luego se hace cargo de la iniciativa (Ver entradas Pública Sociología y Sociología de fondo).
- El hostigamiento o acoso vecinal

Consiste en tomar actitudes que llevan a un grupo de vecinos o a alguno en particular a provocar molestias e incomodidades a fin de causarle ansiedad, depresión o ataques de locura. Un ejemplo de ello puede consistir en reproducir música a un elevado nivel de decibelios de modo tal que se escuche a una considerable distancia a la redonda aun sabiendo que hay vecinos que quieren descansar, están enfermos, de reposo o de luto por haber tenido un fallecimiento en su familia. Esto en la mayor parte de los países es un delito sancionable con penas pecuniarias e incluso privativas de libertad de acuerdo con su gravedad.

## Discurso coloquial
En algunos contextos de habla coloquial, la palabra "acoso" y sus derivados puede decir de una manera lúdica "molestar". En contextos de juegos de ordenador, "hostigamiento" podrían constituir actos de provocación o molestia en el juego. El acoso en los juegos de estrategia también puede significar primeros ataques dirigidos a impedir el crecimiento de un oponente de cualquier economía o la tecnología. En estos contextos, la gravedad de la terminología es mucho menos intensa, y no tiene las mismas connotaciones que las definiciones legales.